# Luciano Narsingh
Luciano Narsingh (født 13. september 1990 i Amsterdam) er en professionel fodboldspiller fra Holland der spiller som offensiv midtbanespiller. Han spiller for Swansea City, og har tidligere repræsenteret blandt andet PSV Eindhoven.
Han fik debut for Hollands fodboldlandshold i maj 2012.

## Karriere
Narsingh blev født i Amsterdam. Han begyndte at spille fodbold i den lokale klub A.V.V. Zeeburgia, og rykkede som ungdomsspiller videre til AZ Alkmaar. Der efter gik turen til Ajax Amsterdam, hvor han sammen med sin bror Furdjel Narsingh i flere år spillede for klubbens ungdomsakademi. I 2006 blev brødrene vraget på akademi, og Luciano skiftede til SC Heerenveens ungdomshold, imens broderen tog til AZ.
Luciano Narsingh underskrev i 2008 en professionel kontrakt med Heerenveen gældende til 2013. Den 29. oktober 2008 debuterede han i Æresdivisionen, da han afløste Danijel Pranjić i en kamp mod Vitesse Arnhem.
I Æresdivisionen 2011-12 blev Narsingh noteret for 20 assists, hvilket var nok til at tage førstepladsen i den konkurrence.
Den 16. juli 2012 meddelte SC Heerenveen at de havde solgt Narsingh til ligarivalerne fra PSV Eindhoven. Spilleren havde efterfølgende indgået en 5-årig kontrakt med klubben.

### Landshold
Narsingh debuterede 30. maj 2012 for Hollands fodboldlandshold i en kamp mod Slovakiet. I midten af maj 2012 blev han af landstræner Bert van Marwijk udtaget til Europamesterskabet i fodbold, der skulle spilles i Ukraine og Polen. Han står (pr. april 2018) registreret for 16 landskampe og fire mål for nationalmandskabet.